# Indices de pauvreté
Pour les articles homonymes, voir FGT.
Un indice de pauvreté (ou indice de Foster-Greer-Thorbecke ou FGT) est un indicateur permettant de déterminer le niveau de pauvreté au sein d'un certain groupe (hommes, femmes, personnes de plus 60 ans, etc.) dans une certaine zone géographique (région, pays, continent, etc.). Pour le calculer, il faut avoir des données sur les revenus (ou les dépenses) des individus visés, établir une ligne de pauvreté et calculer le pourcentage d'individus sous cette ligne.
Il existe plusieurs indices de pauvreté, chacun ayant ses avantages et inconvénients. Les plus utilisés sont ceux de Foster-Greer-Thorbecke qui ont été développés en 1984 et qui regroupent l'incidence de la pauvreté, la profondeur de la pauvreté et la sévérité de la pauvreté.

## Les indices Foster-Greer-Thorbecke (FGT)
Les indices de Foster-Greer-Thorbecke sont un ensemble d'indicateurs servant à mesurer la pauvreté. Ils ont été développés par Erik Thorbecke, Joel Greer et James Foster en 1984.
Cette famille d'indicateurs peut être exprimée sous la forme :
{\displaystyle FGT_{\alpha }={\frac {1}{N}}\sum _{i=1}^{N}{\left({\frac {z-y_{i}}{z}}\right)^{\alpha }}I(y_{i}\leqslant z)}
où {\displaystyle N} est la taille de la population totale, {\displaystyle z} est la  ligne de pauvreté, {\displaystyle y_{i}} est le revenu de l'individu i et {\displaystyle I(y_{i}\leqslant z)} est une fonction valant 1 si {\displaystyle y_{i}\leqslant z} et 0 sinon. Plus la valeur obtenue par cette équation est élevée, plus le taux de pauvreté est important. Modifier le paramètre {\displaystyle \alpha } (qui est un indicateur d'aversion à la pauvreté) permet de passer d'un indice à un autre. Plus ce paramètre est grand, plus le poids donné aux individus les plus pauvres dans le calcul du taux de pauvreté est important.

### FGT0
FGT0 s'obtient en remplaçant {\displaystyle \alpha } par 0 dans l'équation ci-dessus. On a alors :
{\displaystyle FGT_{0}={\frac {1}{N}}\sum _{i=1}^{N}{I(y_{i}\leqslant z)}}
Cela revient à diviser le nombre de pauvres par la population totale d'un pays : cet indicateur est donc l'incidence de pauvreté. Par exemple, si la population totale est de 1 000 personnes et que 300 d'entre elles ont un revenu inférieur à la ligne de pauvreté, alors l'incidence de pauvreté est égale à 300/1 000 soit 30 %. Chaque personne a le même poids dans la mesure de la pauvreté. Le problème est que la meilleure solution pour réduire la pauvreté est de donner un montant faible à ceux qui sont juste sous la ligne, et pas à ceux qui en sont éloignés (dont le coût de sortie serait plus élevé).

### FGT1
De la même manière, on peut écrire FGT1 comme suit :
{\displaystyle FGT_{1}={\frac {1}{N}}\sum _{i=1}^{N}{\frac {z-y_{i}}{z}}I(y_{i}\leqslant z)}
Contrairement à l'incidence de pauvreté, le taux obtenu ici est pondéré par la distance entre la ligne de pauvreté et le revenu de l'individu i. Si l'individu est proche de la ligne de pauvreté, alors {\displaystyle z-y_{i}} sera proche de 0 et le poids donné à cet individu dans le calcul du taux de pauvreté sera faible. En revanche, s'il en est très éloigné, alors {\displaystyle {\frac {z-y_{i}}{z}}} tendra vers 1 et l'individu sera donc plus important dans le taux de pauvreté. C'est pour cela que cet indicateur est appelé la profondeur de la pauvreté.
Ainsi, on peut avoir le même nombre de pauvres dans deux populations différentes mais un taux de pauvreté bien différent selon la distance entre le revenu des individus et la ligne de pauvreté (si l'on suppose des populations de taille égale). En revanche, cet indice n'est toujours pas pleinement satisfaisant parce qu'une augmentation marginale du revenu aurait le même impact sur le taux de pauvreté, quel que soit l'individu en bénéficiant. Cela n'incite donc pas à se concentrer sur les plus pauvres.

### FGT2
Enfin, on remplace {\displaystyle \alpha } par 2 et on obtient alors :
{\displaystyle FGT_{2}={\frac {1}{N}}\sum _{i=1}^{N}{\left({\frac {z-y_{i}}{z}}\right)^{2}}I(y_{i}\leqslant z)}
Ici, comme pour la profondeur de la pauvreté, on donne plus de poids aux individus loin de la ligne de pauvreté mais cette fois de manière plus que proportionnelle. Ainsi, quelqu'un ayant un revenu deux fois inférieur à un autre aura plus de deux fois plus de poids dans le taux de pauvreté (en supposant que les revenus de ces deux individus soient sous la ligne de pauvreté). Cela incite à sérieusement prendre en compte la distance entre la ligne de pauvreté et le revenu et à agir pour la réduire. C'est la raison pour laquelle ce taux est appelé la sévérité de la pauvreté.

## Autres indices

### Indice de Sen
En 1976, Sen propose un nouvel indicateur basé sur les différents types d'indices FGT  :
{\displaystyle S=FGT_{0}G+FGT_{1}(1-G)}
où G est l'indice de Gini uniquement appliqué à la population sous le seuil de pauvreté. Cet indice est défini dans le but de prendre en compte les trois i : incidence, intensity, inequality. Ainsi, cet indice donne plus ou moins de poids aux individus selon leur rang dans la distribution des revenus. 

### Indice de Watts
Comme l'indice de Sen et les FGT1 et FGT2, l'indice de Watts (1968)  cherche à montrer l'aversion envers l'extrême pauvreté. Cependant, le système de pondération utilisé diffère de ceux de ces derniers : 
{\displaystyle W={\frac {1}{N}}\sum _{i=1}^{N}{\ln({\frac {z}{y_{i}}}})I(y_{i}\leqslant z)}
Un des avantages de cet indice est qu'il permet de calculer le temps de sortie moyen de la pauvreté. Ce temps (théorique) est en effet obtenu en faisant :
{\displaystyle T={\frac {W}{g}}}
où T est le temps de sortie, W l'indice de Watts et g le taux de croissance anticipé du PIB. Cependant, un des inconvénients majeurs de cet indice vient de l'utilisation d'un logarithme dans la formule : cela fait que celle-ci ne marche pas lorsque les revenus sont négatifs ou nuls.

## Inconvénients
Le problème commun à ces indicateurs est que leur mode de calcul fait qu'une surmortalité des pauvres réduit la pauvreté. C'est le paradoxe de la mortalité : plus les conditions de vie des pauvres sont difficiles, plus le taux de pauvreté est faible . 